# Scurcola Marsicana
Scurcola Marsicana é uma comuna italiana da região dos Abruzos, província de Áquila, com cerca de 2.489 habitantes. Estende-se por uma área de 30 km², tendo uma densidade populacional de 83 hab/km². Faz fronteira com Avezzano, Capistrello, Magliano de' Marsi, Massa d'Albe, Tagliacozzo.

## Demografia
| Variação demográfica do município entre 1861 e 2011                               |
|                                                                                   |
| Fonte: Istituto Nazionale di Statistica (ISTAT) - Elaboração gráfica da Wikipedia |